# Miss Mato Grosso do Sul 2017
Miss Mato Grosso do Sul 2017 foi a 36ª edição do tradicional concurso de beleza feminina do Estado, válido para o certame nacional de Miss Brasil 2017, único caminho para o Miss Universo. O concurso contou com a participação de vinte (20) candidatas em busca do título que pertencia à modelo campo-grandense Yara Volpe. O certame é comandado desde de 2016 pelo empresário Warner Wilon, também coordenador do Miss Mato Grosso e teve apoio, este ano, da Associação Comercial e Agroindustrial de Costa Rica. O concurso se realizou no dia 6 de Maio no Centro de Convivência do Idoso - Conviver, na cidade de Costa Rica  e contou com a presença da Miss Brasil 2016, Raissa Santana  e apresentação de Muryllo Lorensoni.

## Resultados

### Colocações
| Posição        | Município e Candidata                                                                      |
| Vencedora      | - Aquidauana - Isabela Cavalcante                                                          |
| 2º. Lugar      | - Costa Rica - Anne Kelli Almeida                                                          |
| 3º. Lugar      | - Três Lagoas - Ariane Pereira                                                             |
| 4º. Lugar      | - Campo Grande - Jaqueline Arantes                                                         |
| 5º. Lugar      | - Terenos - Farluce Chaves                                                                 |
| Semifinalistas | - Amambai - Maria Caroline Dutra - Coxim - Yana Signor - Nova Andradina - Andressa Rossati |

## Candidatas
Disputaram o título esse ano:
| - Alto Santana - Samara Gonçalves - Amambai - Maria Caroline Dutra - Aparecida do Taboado - Kiara Santine - Aquidauana - Isabela Cavalcante - Campo Grande - Jaqueline Arantes - Cassilândia - Bruna Luzia Barbosa - Chapadão do Sul - Renata Brito - Corumbá - Gabriele Cavassa - Costa Rica - Anne Kelli Almeida - Coxim - Yana Signor | - Dourados - Isabela Pareja - Ivinhema - Adriana Nascimento - Jaraguari - Evellyn Aguero - Nova Andradina - Andressa Rossati - Paranaíba - Jéssica Lyra - Santa Rita do Pardo - Sandy Yasmim - São João do Aporé - Ana Flávia Modesto - Selvíria - Thaís Araújo - Terenos - Farluce Chaves - Três Lagoas - Ariane Pereira |

## Histórico

### Troca
- Ivinhema - Ithayná Karina [17] ► Adriana Nascimento.

## Crossovers
Candidatas em outros concursos:
| Miss Mato Grosso do Sul - 2016: Paranaíba - Jéssica Lyra (4º. Lugar) - (Representando o município de Paranaíba) - 2016: Selvíria - Thaís Araújo (3º. Lugar) - (Representando o município de Selvíria) - 2016: Terenos - Farluce Chaves (2º. Lugar) - (Representando o município de Campo Grande) Miss Mundo Mato Grosso do Sul - 2016: Selvíria - Thaís Araújo - (Representando o município de Selvíria) - 2016: Três Lagoas - Ariane Pereira (3º. Lugar) - (Representando o município de Três Lagoas) | Miss Mato Grosso - 2016: Coxim - Yana Signor (2º. Lugar) - (Representando o município de Campo Novo do Parecis) Miss Vale das Águas - 2016: Selvíria - Thaís Araújo (Vencedora) - (Representando o município de Selvíria) FACES Lojas Pernambucanas - 2013: Cassilândia - Bruna Luzia (Top 28) - (Representando não-oficialmente o município de Cassilândia) |